# Iván Vallejo
Iván Edgar Vallejo Ricaurte (* 19. Dezember 1959 in Ambato) ist ein ecuadorianischer Bergsteiger. Am 1. Mai 2008 schloss er die Besteigung aller weltweit 14 Achttausender ab, ein Projekt, das er selbst «Desafio 14» (deutsch: „Herausforderung 14“) nannte. Er war der erste Ecuadorianer und der vierzehnte Bergsteiger überhaupt, der alle Berge mit einer Höhe über 8000 Metern bestiegen hatte, und der siebte, dem dies ohne die Zuhilfenahme von Flaschensauerstoff gelang.
Vallejo ist geschieden und hat zwei Kinder.

## Besteigung der Achttausender
Vallejo hat die Achttausender in nachstehender Reihenfolge bestiegen:
- 19. September 1997: Manaslu[3]
- 5. Juli 1998: Broad Peak[4][3]
- 27. Mai 1999: Mount Everest[5]
- 31. Juli 2000: K2[6]
- 23. Mai 2001: Mount Everest (zweite Besteigung)[5]
- 4. Oktober 2002: Cho Oyu[3][7]
- 26. Mai 2003: Lhotse[8]
- 19. Juli 2003: Gasherbrum II[3][9]
- 26. Juli 2003: Hidden Peak[10]
- 16. Mai 2004: Makalu[3][11]
- 10. Oktober 2004: Shishapangma[12]
- 20. Juli 2005: Nanga Parbat[13]
- 22. Mai 2006: Kangchendzönga[14]
- 24. Mai 2007: Annapurna[15]
- 1. Mai 2008: Dhaulagiri[16]